# الضريبة العادلة في الولايات المتحدة
الضريبة العادلة هي اقتراح إصلاح ضريبي الحكومة الاتحادية للولايات المتحدة التي ستحل محل جميع ضرائب الدخل الاتحادية (بما في ذلك ضريبة الحد الأدنى البديلة والضرائب على دخل الشركات، والضرائب على أرباح رأس المال)، الضرائب المفروضة على الرواتب (بما في ذلك الضمان الاجتماعي وضرائب الرعاية الطبية) وضرائب الهديا، والضرائب العقارية مع ضريبة موحده علي الاستهلاك من مبيعات التجزئة. فقانون الضريبة العادلة (HR 25 / S. 122) سيطبق الضريبة، مرة واحدة، في حال شراء جميع السلع والخدمات الجديدة للاستهلاك الشخصي. يدعو الاقتراح أيضا بدفع مبلغ شهري لجميع الأسر المعيشية من سكان القانونين بالولايات المتحدة مشروعة كخصم مسبق، من الضريبة على المشتريات التي تصل إلي مستوى الفقر. قدم مشروع القانون للمرة الأولى في الكونغرس الأمريكي عام 1999، واستمعت عدداً من لجان الكونغرس شهادة بشأن مشروع القانون، إلا أنه لم ينتقل من اللجان وليس له حتى الآن أي تأثير على النظام الضريبي. في السنوات الأخيرة، شكلت حركة الإصلاح الضريبي لاقتراح مشروع قانون الضريبة العادلة. جذب المزيد من الاهتمام بعد ان نشر الحوار الإذاعي نيل بورتز وعضو الكونغرس الجورجي جون ليندر كتاب الضريبة العادلة عام 2005 واكتسبت رؤية إضافية في الحملة الرئاسية لعام 2008.
كما هو محدد في التشريع، معدل الضريبة هو 23٪ للسنة الأولى. وتستند هذه النسبة على المبلغ الإجمالي المدفوع بما في ذلك الضريبة (23 دولارا من أصل كل 100 دولار تنفق في المجموع). هذا من شأنه أن يكون معادلا 30% ضريبة المبيعات التقليدية (23 دولار لكل 77 $ أنفقت من إجمالي 100 دولار). سيتغير المعدل عندئذ تلقائيا سنويا على أساس قيمة المتحصلات الاتحادية على أساس السنة المالية السابقة. مع أخذ الخصم المفروض بعين الاعتبار، فستكون الضريبة العادلة تصاعدية على أساس الاستهلاك، ولكن في المقابل ستكون تنازليةعلى أساس الدخل عند مستويات الدخل المرتفعة (مع تراجع الاستهلاك كنسبة مئوية من إجمالي الدخل). يجادل معارضو هذا المشروع أن من شأن ذلك تقلل الأعباء الضريبية على أصحاب الدخل المرتفع وزيادته على الطبقة الوسطى. يؤكد أنصار مشروع القانون سيؤثر على الثروة الضريبة بنحو فعال، ويزيد من القوة الشرائية، ويخفض من الأعباء الضريبية عن طريق توسيع القاعدة الضريبية.
يعتقد انصار المشروع أن ضريبة الاستهلاك ستكون لها أثرها الإيجابي على المدخرات والاستثمار، وأن ذلك سيخفف من الالتزام الضريبي، وأن الضريبة من شأنها أن تؤدي إلى زيادة النمو الاقتصادي، وتعطي حافز للأعمال التجارية الدولية لتتخذ من الولايات المتحدة موقعاً لها، وسيؤدي ذلك إلي زيادة القدرة التنافسية للولايات المتحدة في التجارة الدولية. وتهدف الخطة إلى زيادة كلفة الشفافية لتمويل الحكومة الفدرالية، ويعتقد انصارها أنه سيكون لها آثار إيجابية على الحريات المدنية، والبيئية، والمزايا مع فرض ضرائب على النشاط غير المشروع والمهاجرين غير الشرعيين. يؤكدون المعارضين أن ضريبة الاستهلاك بهذا الحجم سيكون من الصعب للغاية تجميعها، ما سيؤدي إلى انتشار التهرب الضريبي. وكذلك فمعدل ضريبة المبيعات المقترحة من شأنه رفع الإيرادات بنسبة أقل من النظام الضريبي الحالي، ما سيؤدي إلى زيادة العجز في الميزانية. وهناك أيضا مخاوف بشأن إلغاء المقترح للتعديل السادس عشر، وإزالة حوافز خصم الضرائب، تأثيرات المراحل الانتقالية على الادخار بعد خصم الضرائب، والحوافز على استخدام الائتمان، وفقدان مزايا ضريبية لسندات الولايات والحكومات المحلية.

## لمحة تشريعية وتاريخية

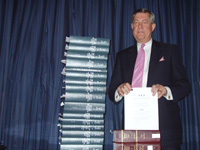
Rep John Linder holding the 133 page Fair Tax Act of 2007 in contrast to the then-current U.S. tax code and IRS regulations.

تم تصميم قانون الضريبة العادل لاستبدال كافة الضرائب الدخل الاتحادية (بما في ذلك ضريبة الحد الأدنى البديلة والضرائب على دخل الشركات، والضرائب على أرباح رأس المال)، الضرائب المفروضة على الرواتب (بما في ذلك الضرائب الأمن والرعاية الصحية الاجتماعية)، والضرائب على الهديا، والضرائب العقارية مع ضريبة موحدة علي الاستهلاك من مبيعات التجزئة. سيزيل التشريع دائرة الإيرادات الداخلية (بعد ثلاث سنوات)، وإنشاء مكتب للضريبة المكوسة ومكتب ضريبة المبيعات في وزارة المالية. وتمنح الولايات الهيئة الابتدائية لجمع إيرادات ضريبة المبيعات وتحويل هذه الإيرادات إلى خزينة وزارة المالية. تم إنشاء خطة من قبل الأميركيين لفرض الضرائب العادلة، وهي مجموعة تأيدية شكلت لتغيير النظام الضريبي. مجموعة الولايات وضعت جنبا إلى جنب مع اقتصاديين خطة واسم «ضريبة عادلة»، استنادا إلى مقابلات، واستطلاعات للرأي لمجموعات النقاش من الجمهور. وقد تم إدخال تشريعات الضريبية العادلة إلى مجلس النواب من قبل الجمهوريون من ولاية جورجيا جون ليندر (1999-2010) وروب دال (2011)، في حين أجري عرض في مجلس الشيوخ من قبل ساكسبي تشامبليس الجمهوري من جورجيا.
قدم ليندر قانون ضريبة العادلة 2525) في 14 يوليو 1999 في دورة الكونغرس الولايات المتحدة 106، وأعاد مشروع قانون مماثل إلى حد كبير في كل دورة لاحقة من الكونغرس. استقطب مشروع القانون ما مجموعه 56 مجلسا النواب والشيوخ في الكونغرس الراعية 108 (HR 25/S. 1493)، 61 في المؤتمر 109 (H.R. 25/S. 25)، و76 في المؤتمر 110 (H.R. 25/S. 1025)، و70 في كونغرس الولايات المتحدة 110 (HR 25/S. 296)، 78 في كونغرس الولايات المتحدة 112 (HR 25)/S. 13)، و71 في كونغرس الولايات المتحدة 113 (HR 25)/S. 122). الرئيس السابق لمجلس النواب دينيس هاسترت (جمهوري) قد شاركت في الإشراف على مشروع القانون لكنها لم تتلق الدعم من القيادة الديمقراطية، التي لا تزال تسيطر على مجلس الشيوخ. ممثل الحزب الديمقراطي كولين بيترسون من ولاية مينيسوتا والسناتور الديمقراطي زيل ميلر جورجيا رعته وقدم مشروع القانون في الكونغرس 108، ولكن بيترسون لم يعد يشارك في تقديم مشروع القانون وترك ميلر مجلس الشيوخ. في المؤتمر 109-110، كان دان بورين (الديمقراطي) شارك فقط في تقديم مشروع القانون. استمعت عدد من لجان الكونغرس إلى شهادات للضريبة العادلة، ولكنها لم تتحرك من اللجنة منذ إطلاقها في عام 1999. ونوقش التشريع أيضا مع الرئيس جورج بوش ووزيرة خارجيته من وزارة الخزانة هنري بولسون.
ليصبح قانونا، وسوف تحتاج إلى قانون لإدراجها في النسخة النهائية من التشريعات الضريبية من لجنة مجلس النواب الأمريكي بشأن السبل والوسائل، وتمرير كل من مجلس النواب ومجلس الشيوخ، وأخيرا وقعه الرئيس. في عام 2005، أنشأ الرئيس بوش لجنة استشارية لإصلاح النظام الضريبي التي درست عدة بدائل لضريبة المبيعات الوطنية بما في ذلك الجوانب القانونية للضريبة العادلة، وأشار العديد من المخاوف. وشملت هذه الشكوك كما أن الإيرادات التي سيتم إنشاؤها، والصعوبات التي تواجه التنفيذ والإدارة، الأمر الذي جعل هذا النوع من الضرائب غير مرغوب فيه أن يوصي في تقريره النهائي. ولم تذكر اللجنة دراسة الضريبة العادلة كما هو مقترح في التشريع. تلقى ضريبة عادلة وضوح في الانتخابات الرئاسية لعام 2008 بشأن مسألة الضرائب ومصلحة الضرائب، مع العديد من المرشحين دعم مشروع القانون. استطلاع للرأي في عام 2009 من قبل تقارير راسموسن وجدت أن 43% من الأمريكيين سيؤيدون استبدال ضريبة المبيعات وطني، مع 38% يعارضون الفكرة، وكان ينظر إلى ضريبة المبيعات وأكثر عدلا بنسبة 52% من الجمهوريين و44% من الديمقراطيين، و49% من غير المنتسبين. الرئيس باراك أوباما لا يدعم مشروع القانون، بحجة إجراء تغييرات أكثر تقدمية في الدخل وأنظمة ضريبة الرواتب.

## المعدل الضريبي
معدل ضريبة المبيعات، كما هو محدد في التشريع للسنة الأولى، هو 23٪ من المبلغ الإجمالي شامل الضريبة (23 دولار من كل 100 دولار تنفق في المجموع محسوبة بتماثل لضريبة الدخل). من شأنه ذلك أن يُكون معادلاً 30٪ -ضريبة مبيعات التقليدية بالولايات المتحدة - (23 $ على رأس كل مجموعه 77 $ أنفقت 100 $، أو 30 $ لكل 100 $ منفقه - بإجمالي 130 $). بعد السنة الأولى من بدء التطبيق، هذا المعدل يتم تعديله تلقائيا سنويا باستخدام صيغة محددة سلفاً تعكس الإيرادات الاتحادية الفعلية في السنة المالية السابقة.
معدل الضريبة الفعلي لأية أسرة ستكون متغيرة على حسب خصم الضرائب الشهرية الثابتة التي يتم استخدامها لدفع الضرائب خصم على المشتريات تتجواز مستوى الفقر. ستفرض الضريبة على جميع مبيعات التجزئة منتجات الاستهلاك الشخصي على السلع والخدمات الجديدة. يجادل النقاد أن معدل ضريبة المبيعات المحددة في التشريع لن تعادل الإيرادات (أي أنها ستكون أقل من الإيرادات الحكومة من النظام الضريبي الحالي)، وبالتالي من شأنه أن يزيد العجز في الميزانية، إلا إذا تم تخفيض الإنفاق الحكومي على حد سواء.

### معدل ضريبة المبيعات
خلال السنة الأولى من التنفيذ، فإن تشريعات الضريبية العادلة تطبيق الفيدرالية ضريبة مبيعات التجزئة 23٪ على إجمالي قيمة الصفقة لشراء، وبعبارة أخرى، يدفع المستهلك إلى الحكومة 23 سنتا من كل دولار ينفق في مجموع (التي تسمى أحيانا الضرائب شاملة، وقدم بهذه الطريقة لتوفير المقارنة المباشرة مع دخل الفرد وضرائب العمل التي تقلل من الشخص المتاحة المال قبل أن يتمكنوا من جعل المشتريات).

## التأثيرات على الأمتثال القانوني للضرائب
أحد السبل لعدم الامتثال هو السوق السوداء.
مؤيدو الضريبة العادلة أن السوق السوداء هي معفاة من الضريبة إلى حد كبير في ظل النظام الضريبي الحالي.
ويقدر الاقتصاديون الاقتصاد السري في الولايات المتحدة يتراوح بين واحد وثلاثة تريليونات دولار سنويا.
عن طريق فرض ضريبة المبيعات، يجادل المؤيدون بأن نشاط السوق السوداء ستفرض عليه الضريبة عندما تنفق العائدات من هذا النشاط على استهلاك قانوني.
على سبيل المثال، فإن بيع المخدرات غير المشروعة تبقى معفاة من الضريبة (بدلا من أن تكون مذنبا التهرب من ضريبة الدخل، فإن تجار المخدرات تكون بالتقاعس عن تقديم ضريبة المبيعات)، لكنهم سيواجهون الضرائب عندما تستخدم عائدات المخدرات لشراء السلع الاستهلاكية مثل المأكل والملبس، والسيارات.
من خلال فرض الضرائب هذا المال بدون ضرائب سابقا، يجادل مؤيدو الضريبة العادلة غير دافعي سيتم دفع جزء من حصتها وإلا ستكون دخل وضرائب مرتبات غير محصله.
وقد جادل الاقتصاديون ومحللون آخرون أن الاقتصاد التحتي سيستمر في تحمل العبء الضريبي نفسه كما كان من قبل.
الولاية التي تحل محل النظام الضريبي الحالي مع ضريبة الاستهلاك لن يغير من عائدات الضرائب المحصلة من اقتصاد التحتي في حين الدخل غير المشروع لا يخضع للضريبة مباشرةً، والإنفاق من الدخل من نتائج النشاط غير المشروع في الإيرادات التجارية والأجور التي تخضع للضريبة.

### الامتثال للضريبة والتهرب

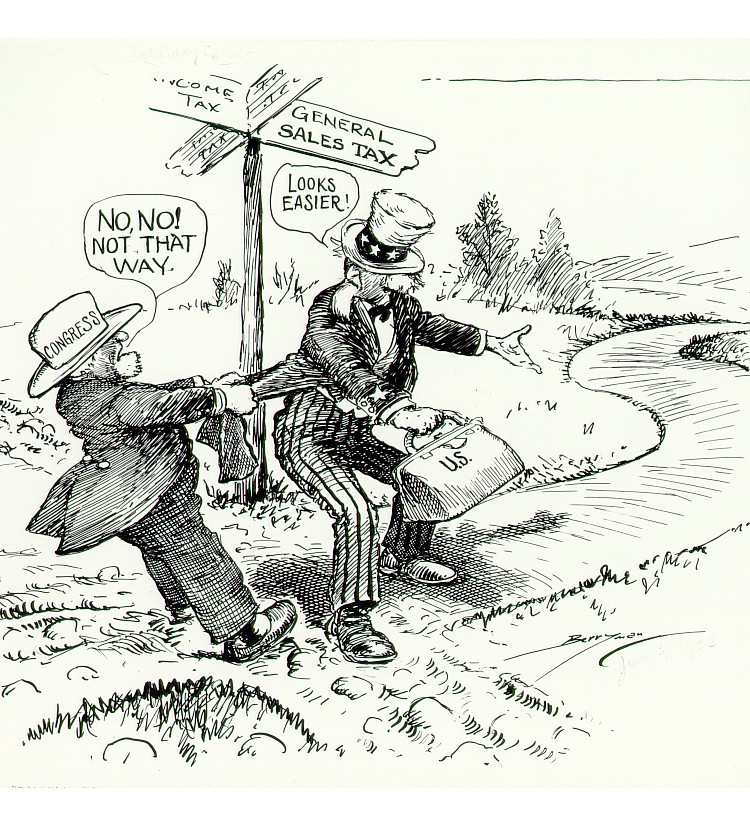
"No, No! Not That Way"—كرتون سياسي from 1933 commenting on a general ضرائب المبيعاتover an ضريبة الدخل.

المناصرين صرحوا بأن الضريبة العادلة ستقليل عدد دافعي الضرائب بنحو 86٪ (100 مليون-14 مليون) وستحد من تعقيد الإيداع إلى نموذج ضريبة المبيعات الدولة مبسطة. ذكرت مجلة الإيكونوميست على البحوث التجريبية التي تدعم الادعاء بأن تبسيط الأنظمة الضريبية يؤدي إلى مزيد من الالتزام. مكتب المحاسبة الحكومي (GAO)، من بين أمور أخرى، حددت على وجه التحديد العلاقة السلبية بين تكاليف الامتثال وعدد من نقاط الاتصال للجمع. بموجب الضريبة العادلة، تستطيع الحكومة الفيدرالية أن تكون قادرة على تركيز الجهود المبذولة لإنفاذ ضريبة على ضريبة مفرده. سيتلقّى تجار التجزئة رسوم إدارية مساوية لأكثر من 200 $ أو 0.25% من الضريبة المحوله كتعويض عن تكاليف الامتثال. بالإضافة إلى ذلك، الولايات المؤيدة الأغلبية الساحقة من مشتريات تحدث في منافذ بيع التجزئة الكبرى، والتي من غير المرجح جدا للتهرب من الضريبة العادلة ومخاطر فقدان تراخيص أعمالهم. أرقام التعداد الاقتصادي لعام 2002 أن عرض 48.5% من مبيعات البضائع التي أدلى بها فقط 688 شركات (تجار التجزئة «بيغ بوكس»). 85.7% مصنوعة مبيعات التجزئة بنسبة من جميع 92334 الشركات، والذي هو 3.6٪ من الشركات الأمريكية. في قطاع الخدمات، يتم إجراء ما يقرب من 80٪ من المبيعات بنسبة 1.2٪ من الشركات في الولايات المتحدة.
الضريبة العادلة هي ضريبة وطنية، ويمكن تدار من قبل الولايات بدلا من وكالة فيدرالية، والتي قد يكون لها تأثير على الامتثال وكالات الولايات ذاتها يمكن رصد وتدقيق الشركات داخل هذه الولاية. فإن 0.25٪ من المبالغ المدورة الولايات على 5 مليارات دولار الولايات تتاح للإنفاذ والإدارة. على سبيل المثال، ينبغي أن كاليفورنيا تتلقى أكثر من 500 مليون دولار للتنفيذ والإدارة، التي هي أكثر من 327$ مليون ميزانية ضرائب المبيعات والضرائب غير المباشرة بالولاية. لأن المال الفيدرالي المدفوع للولايات ستكون نسبة مئوية من إجمالي الإيرادات التي تم جمعها، جون ليندر يدعي ان الولايات لديها حافز لتحقيق أقصى قدر من المجموعات. ويعتقد المؤيدون أن الولايات التي تختار لتتوافق مع القاعدة الضريبية الفيدرالية سيكون لها مزايا في التنفيذ، وتبادل المعلومات، وقواعد توزيع العائدات بين الولايات واضحة.
وخلصت دراسة أجراها معهد بيكون هيل أنه، في المتوسط، الولايات يمكن أن أكثر من النصف معدلات ضريبة المبيعات وأن الاقتصادات الولاية سوف تستفيد كثيرا من اعتماد ضريبة عادلة على مستوى الولايات.
المعارضين ضريبة عادلة دولة أن الامتثال يقلل عندما لا يتم حجب الضرائب تلقائيا من المواطنين، وأن التهرب من دفع الضرائب الضخمة يمكن أن تؤدي من خلال جمع عند نقطة واحدة فقط في النظام الاقتصادي.
معدلات الامتثال يمكن أن تندرج أيضا عندما الهيئات تخضع للضريبة، بدلا من أن يكون الطرف الثالث، التقرير الذاتي المسؤولية الضريبية.
على سبيل المثال، الضرائب على الدخل الشخصي العادي يمكن حجب تلقائيا وتشير التقارير إلى الحكومة من قبل طرف ثالث.
الضرائب دون حجب ومع الإبلاغ الذاتي، مثل ضريبة عادلة، يمكن أن نرى معدلات أعلى للتهرب.
الاقتصادي جين جرافيلي من خدمة أبحاث الكونغرس وجدت الدراسات التي تبين أن معدلات التهرب من ضرائب المبيعات وغالبا ما تكون فوق 10٪، حتى عندما يكون معدل ضريبة المبيعات في خانة واحدة. وقد اقترح المنشورات ضريبة منظمة التعاون الاقتصادي والتنمية وصندوق النقد الدولي، ومعهد بروكينغز أن الحد الأعلى لضريبة المبيعات حوالي 10٪ قبل حوافز للتهرب تصبح كبيرة جدا السيطرة عليها.
وفقا لمكتب المحاسبة الحكومي، 80٪ من موظفي الضرائب دولة تعارض فرض ضريبة مبيعات وطنية تدخلا في القاعدة الضريبية الخاصة بهم.
أيضا رفع المعارضين مخاوف من التهرب من دفع الضرائب القانونية الإنفاق والمستهلكة خارج الولايات المتحدة (السلع المستوردة ستخضع لجمع من قبل الجمارك وحماية الحدود الأميركية).
خلص خبراء الاقتصاد من جامعة تينيسي في حين سيكون هناك العديد من الآثار الاقتصادية الكلية مرغوب فيه، وتبني ضريبة مبيعات التجزئة وطني ستكون له أيضا آثار خطيرة على الولايات والحكومات المحلية مالية الحكومة. وذكر الخبير الاقتصادي بروس بارتليت أنه إذا كانت الولايات لم تتفق مع ضريبة عادلة، سيكون لديهم الارتباك واسعة النطاق والتعقيد لما هو ضريبة من قبل الدولة، وبين ما يخضع للضريبة من قبل الحكومة الفيدرالية. وبالإضافة إلى ذلك، قد تعفى الضرائب على المبيعات طويلة ولكن كل عدد قليل من الخدمات بسبب صعوبة هائلة في فرض ضرائب غير الملموسة-بارتليت تشير إلى أن الدولة قد لا يكون حافزا كافيا لفرض الضريبة. جامعة ميشيغان الاقتصادي جويل سليمرود يجادل بأن الولايات سيواجه القضايا الهامة في فرض الضريبة. «حتى بمعدل متوسط حوالي خمسة في المئة وضرائب المبيعات الولاية يصعب إدارتها.» جامعة فيرجينيا مدرسة أستاذ القانون جورج الدول يين أن الضريبة العادلة يمكن أن يكون قضايا التهرب مع صفقات التصدير والاستيراد. وذكرت الهيئة الاستشارية لرئيس الجمهورية للإصلاح الضرائب الاتحادية أنه إذا كانت الحكومة الاتحادية إلى وقف فرض الضرائب على الدخل، قد تختار الدول إلى نقل أعمالهم وجمع الإيرادات إلى الدخل. في غياب دائرة الإيرادات الداخلية، فإنه سيكون من الصعب على الدول أن تحتفظ أنظمة ضريبة الدخل قابلة للحياة.

### الاقتصاد التحتي
يجادل معارضو هذه الضريبة العادلة بأن فرض ضريبة مبيعات التجزئة الوطنية من شأنه الدفع إلى خلق معاملات سرية وخلق اقتصاد تحتي (سري). في ظل نظام ضريبة مبيعات التجزئة، لا يتم فرض الضريبة على شراء السلع والخدمات الوسيطة التي تعد عوامل للإنتاج، في حين إنتاج هذه السلع كسلع تجزئة نهائية ستخضع للضريبية. سيتعامل الأفراد والشركات مع النظام الضريبي من خلال الزعم بأن المشتريات هي لسلع وسيطة، في حين أنها مشتريات نهائية يجب أن تخضع للضريبة. يشير المؤيدون إلى أن الأعمال التجارية تحتاج لشهادة بائع مسجله في ملف، ويجب الاحتفاظ بسجلات كاملة لجميع المعاملات لمدة ست سنوات. يجب على الشركات أيضا تسجيل جميع السلع الخاضعة للضريبة المشتراه وذلك لمدة سبع سنوات. يطلب منهم تقدم هذه المبيعات لكل شهر (للنظر بين المشتريات الشخصية مقابل التجارية).
يمكن للحكومة أن تحدد على جميع بائعي التجزئة تقديم المشترين مع إيصال مكتوب، بغض النظر عن نوع المعاملة (نقدًا، والائتمان، وغيرها)، والذي من شأنه أن يخلق ذيلا للتهرب مع خطر وجود المشتري تحويلها في (تضع الضريبة العادلة مكافأة للإبلاغ عن الغش الضريبي).
بينما يدعم العديد من الاقتصاديين والخبراء الضريبين ضريبة الاستهلاك، يمكن أن تنشأ مشاكل مع استخدام ضريبة مبيعات التجزئة بدلا من ضريبة على القيمة المضافة. ضريبة القيمة المضافة تفرض ضريبة على كل خطوة وسيطة الإنتاج، وبالتالي فإن البضائع تصل إلى المستهلك النهائي مع الكثير من الضرائب بالفعل في السعر. بائعي التجزئة لديهم حافز لإخفاء مبيعات التجزئة، حيث أنهم قد دفعو بالفعل الكثير من الضريبة على البضاعة. من غير المرجح أن يدعم تجار التجزئة التهرب من ضريبة المستهلك من خلال إخفاء المبيعات.
في المقابل، قد لا يدفع تجار التجزئة أية ضرائب على البضائع الخاضعة لنظام ضريبة المبيعات. يوفر هذا حافزًا لتجار التجزئة لإخفاء المبيعات والانخراط في «المراجحة الضريبية» من خلال تقاسم بعض من وفورات ضريبية غير المشروعة مع المستهلك النهائي. وقد ذكر لورنس كوتليكوف أن الحكومة يمكن أن تجبر الشركات على الإبلاغ، عبر نموذج 1099، مبيعاتها إلى الشركات الأخرى، التي من شأنها أن توفر نفس السجلات التي تنشأ في إطار الضريبة على القيمة المضافة. في الولايات المتحدة، يتم فرض الضريبة العامة على المبيعات في 45 ولاية بالإضافة إلى قطاع كولومبيا (المحاسبة لأكثر من 97% من كل السكان والناتج الاقتصادي)، الذي يجادل أنصاره بتوفير البنية التحتية الكبيرة لفرض ضرائب على المبيعات أن العديد من البلدان لم يكن لديك.

### المشتريات الشخصية ومشتريات الشركات
ستكون الشركات بحاجة إلى تقديم تقارير شهرية أو ربع سنوية (اعتمادًا على حجم المبيعات) من المبيعات الخاضعة للضريبة وضريبة المبيعات التي تم جمعها على العائد الضريبي للمبيعات الشهرية. أثناء التدقيق، سيكون على شركات الأعمال إعطاء فواتير «للمشتريات التجارية» التي لم يدفع لها ضريبة المبيعات، ويجب أن تكون قادرا على إظهارها كنفقات تجارية حقيقية. صرح المؤيدون بأن أهمية تخفيض 86% من النقاط المجمعة من شأنه أن يزيد من احتمال تدقيق الأعمال، مما يجعل سلوك التهرب الضريبي محفوفة بالمخاطر أكثر من ذلك بكثير. بالإضافة إلى ذلك، تشريعات الضريبية العادلة لها عدة غرامات وعقوبات لعدم الامتثال، ويأذن بآلية للإبلاغ عن الغش الضريبي بالحصول على مكافأة. لمنع الشركات من شراء كل شيء لموظفيها، في الشركات العائلية على سبيل المثال، فإن السلع والخدمات التي اشتراها رجال الأعمال للموظفين التي ليست للاستخدام التجاري ستخضع للضريبة. سيكون على أصحاب الأعمال دفع ضريبة عادلة على مشتريات التأمين الصحي أو النفقات الطبية. الممتلكات والخدمات الخاضعة للضريبة التي تم شراؤها من قبل منظمات غير ربحية أو دينية «لأغراض تجارية» لن تخضع للضريبة.

## الحركات المؤيدة لمشروع القانون
بدأ إنشاء نظام الضرائب العادلة مع مجموعة من رجال الأعمال من هيوستن، تكساس، الذين مولوا في البداية ما أصبح جماعة أمريكيون من أجل الضريبة العادلة (AFFT)، التي نمت لتصبح أكبر حركة للإصلاح الضريبي..
هذه المنظمة، التي تأسست عام 1994، تزعم أنها أنفقت أكثر من 20 مليون دولار في الأبحاث والتسويق وكسب التأييد، وتنظيم الجهود على مدى فترة عشر سنوات وتسعى لجمع ما يزيد على 100 مليون دولار إضافية لتشجيع الخطة.
تتضمن الجماعة طاقم عمل في هيوستن ومجموعة كبيرة من المتطوعين الذين يعملون من أجل الحصول على الضريبة العادلة.
واتهم بروس بارتليت بأن الضريبة العادلة وضعت بواسطة منظمة الكنيسة العلموية في أوائل التسعينيات.
وقال النائب جون ليندر لأتلانتا جورنال كونستيتيوشن أن بارتليت خلط بين حركة الضريبة العادلة مع منظمة الكنيسة العلموية مواطنون من أجل نظام ضريبي بديل، التي تسعى أيضا لإلغاء ضريبة الدخل الاتحادية واستبدالها بالضريبية الوطنية لمبيعات التجزئة. وذكر ليو لينبك، الرئيس والمدير التنفيذي للحركة، «بصفتي مؤسس لحركة أمريكيون من أجل الضرائب العادلة، أستطيع أن أقول بشكل قاطع، مع ذلك، أن السيانتولوجيا لعبت أي دور في التأسيس أو البحوث وصياغة التشريعات وإعطاء سمة مميزة للضريبة العادلة».
تحقق الكثير من الدعم من قبل الحوارت الإذاعية الت قدمها نيل بورتيز. كتاب بيروتز (شارك في تأليفه عضو ولاية جورجيا بالكونغرس جون ليندر) بعنوان كتاب الضريبة العادلة، ويوضح هذا الاقتراح، وقضى وقتا على قمة نيويورك تايمز قائمة أفضل الكتب مبيعاً. وذكر بيروتز انه يتبرع بنصيبه من العائدات للجمعيات الخيرية لتشجيع الكتاب. وبالإضافة إلى ذلك، نظم بورتيز وليندر عدة مسيرات للتعريف الضريبة العادلة للحصول على الدعم اللازم لمشروع القانون. وقد ساعد العديد من الإعلاميين في تزايد القاعدة الشعبية لدعم القانون بمن فيهم المحاور الإذاعي والتلفزيوني السابق لاري إلدر، والمذيع في الراديو والمرشح السابق لرئاسة الجمهورية لعام 2012 عن الحزب الجمهوري هيرمان كين، ومذيع فوكس نيوز شون هانيتي، ومذيع الفقرة الاقتصادية بفوكس جون سوتيسيل. تلقت الضريبة العادلة رؤية إضافية باعتبارها واحدة من القضايا المثارة خلال الانتخابات الرئاسية عام 2008. في نقاش 30 يونيو 2007، سؤل العديد من المرشحين الجمهوريين حول موقفهم من الضرائب العادلة واستجاب كثيرون أنهم سيوقع مشروع القانون ليصبح قانونا في حال انتخابه. كانت المروجين الأكثر صخبا لمشروع قانون الضرائب العادلة خلال الانتخابات التمهيدية 2008 المرشح الجمهوري مايك هاكابي والمرشح الديموقراطي مايك جرافيل. منذ عام 2008، كانت الضريبة شعبية في احتجاجات حركة الشاي. شبكة الإنترنت، المدونات، والقوائم البريدية الإلكترونية ساهمت في تعزيز وتنظيم، وكسب التأييد للضريبة العادلة.
في الانتخابات التمهيدية الرئاسية للحزب الجمهوري لعام 2012، والتي تلت ذلك التحررية انتخابات الرئاسية بالحزب الليبرالي، الحاكم السابق لنيو مكسيكو غاري جونسون ورجل الأعمال بحملة نشطة للضريبة العادلة. المدير التنفيذي السابق لمطاعم بيتزا كدفازر هيرمان قايين تم تعزيز الضرائب العادلة كخطوة نهائية في الإصلاح الضريبي متعددة المراحل. خارج الولايات المتحدة، اعتمد حزب التراث المسيحي الكندي اقتراح ضريبة العادلة كجزء من برنامجهم انتخابات 2011 ولكنهم لم يفوزوا بأي مقاعد في تلك الانتخابات.